# William Bellenden-Ker (4e duc de Roxburghe)
Pour les articles homonymes, voir Bellenden.
William Bellenden-Ker, 7e Lord Bellenden, 4e duc de Roxburghe (20 octobre 1728-23 octobre 1805) est un noble écossais.

## Jeunesse
Il est né en 1728 et est baptisé le 20 octobre 1728 à Ashton under Hill, Gloucestershire, Angleterre. Il est le fils aîné et héritier du lieutenant-colonel William Bellenden (1702–1758) et Jacomina (née Farmer Bellenden, de Normington dans le Lincolnshire, qui se marient en 1726. Sa sœur cadette Jacomina Bellenden, épouse Thomas Orby Hunter, député de Winchelsea, de l'Abbaye de Waverley dans le Surrey, en 1749.
Son père est le troisième fils de John Bellenden (2e Lord Bellenden) (en) (le troisième fils survivant de William Ker (2e comte de Roxburghe)) et de Lady Mary Moore (la deuxième fille de Henry Moore (1er comte de Drogheda)). Son grand-père prend le nom de famille Bellenden et devient le 2e Lord Bellenden de Broughton (après avoir hérité de son cousin, William Bellenden (1er Lord Bellenden) (en), le fils de James Bellenden de Broughton et Margaret Ker).

## Carrière et pairie
En 1757, il obtient le grade de capitaine dans le 25e régiment d'infanterie.
En 1797, à la mort de son cousin célibataire et sans enfant, Robert Bellenden, 6e Lord Bellenden, qui est capitaine du 11e régiment de fantassins en 1761 et 68e régiment de fantassins en 1767, il devient 7e Lord Bellenden de Broughton. Le 2 avril 1798, il a une pension de 250 £ par an, comme ses prédécesseurs.
En 1804, à la mort d'un autre cousin célibataire et sans enfant John Ker (3e duc de Roxburghe), les titres comte Ker et baron Ker, créés pour son oncle en 1722 dans la pairie de Grande-Bretagne, disparaissent et William, âgé de 75 ans, lui succède au duché, et à tous ses autres titres subsidiaires et hérite du siège familial, Floors Castle dans le Roxburghshire sur les rives de la rivière Tweed dans le sud-est de l'Écosse.

## Vie privée
Il se marie deux fois. Le 7 décembre 1750 avec Margaret Burroughs, fille du révérend Burroughs aumônier à Hampton Court. Après sa mort, il épouse Mary Bechinne (décédée en 1838) le 29 juin 1789. Mary est la fille du capitaine Benjamin Bechinne et de Susanna Smith (sœur de John Smith (1er baronnet) (en)).
Il est décédé le 23 octobre 1805 sans descendance. Moins d'un an après sa mort, sa veuve épouse John Manners Tollemache, député d'Ilchester, le 19 août 1806. Tollemache est le deuxième fils de Louisa Tollemache, 7e comtesse de Dysart.
À sa mort, la seigneurie de Bellenden de Broughton disparait et la succession au duché de Roxburghe est contestée (la cause Roxburghe) jusqu'à une décision de la Chambre des lords en 1812 où le duché de Roxburghe et les titres subsidiaires passent à un cousin éloigné, James Innes-Ker (5e duc de Roxburghe).